# Cinangsi (Gandrungmangu)
Cinangsi is een bestuurslaag in het regentschap Cilacap van de provincie Midden-Java, Indonesië. Cinangsi telt 5861 inwoners (volkstelling 2010).